# Clase Thonburi
La clase Thonburi fue un tipo de barcos de defensa costera de la Marina Real Tailandesa consistente en dos barcos construidos por Kawasaki y entregados en 1938, el HTMS Thonburi y el HTMS Sri Ayudhya.

## Diseño

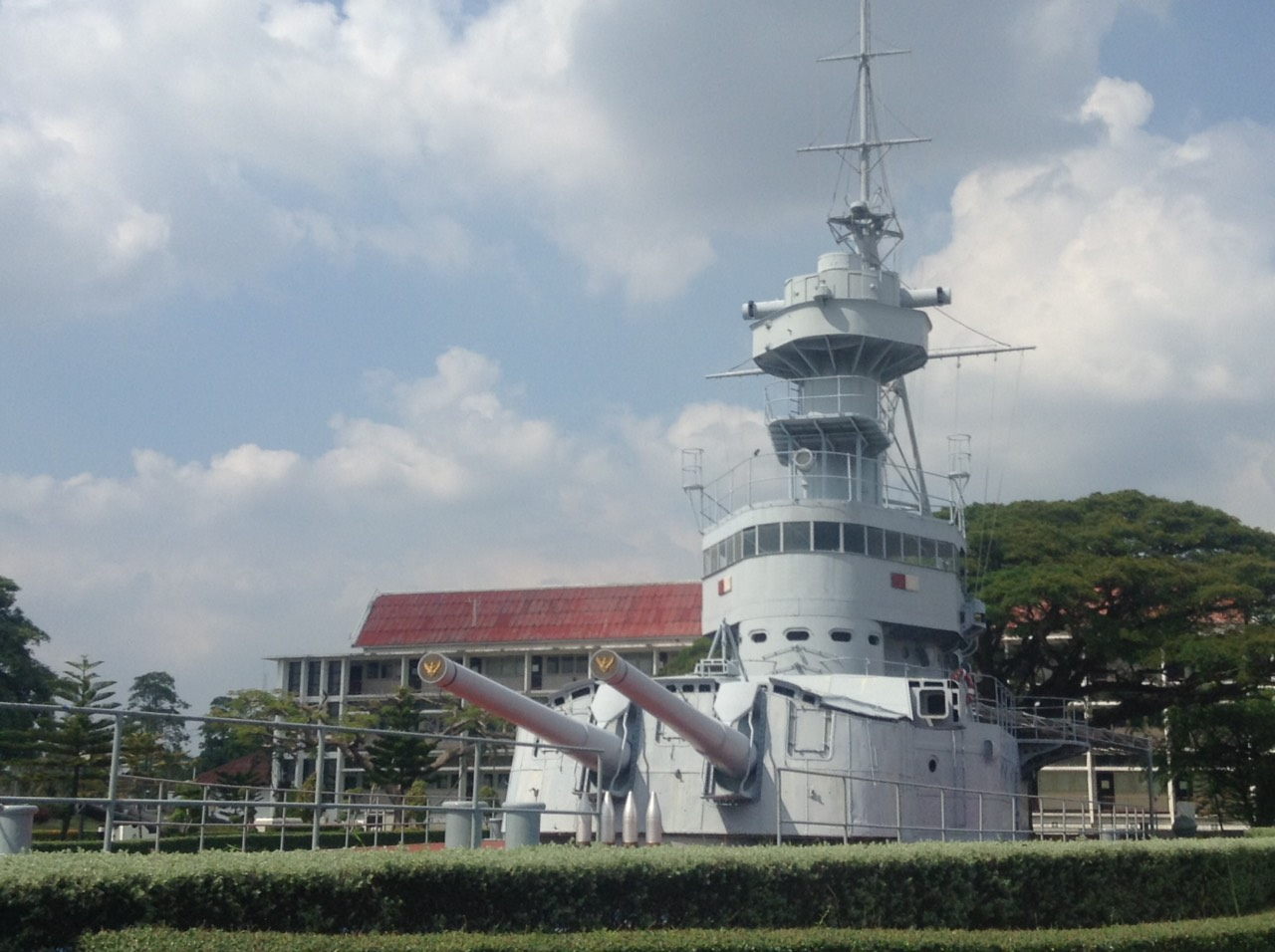
Muestra desde un buen ángulo y calidad la estructura del barco desde fuera.

Thonburi y su gemelo, el Sri Ayudhya, fueron diseñados siguiendo la incorporación de los cañoneros clase Rattanakosindra a la Armada Siamesa en la década de 1920. La clase Ratanakosindra, de construcció británica, presentaba cañones de seis pulgadas en dos torretas y un blindaje ligero. Bajo el mando de Plaek Pibulsonggram, la Armada Siamesa empezó una serie de esfuerzos de modernización. La prioridad para la armada consistía en proteger la extensa línea de costa tailandesa, y los cañoneros costeros se veían como la mejor opción para ello. Varias empresas extranjeras de países europeos ofrecieron una variedad de diseños, pero al final la compañía japonesa Kawasaki ganó la oferta.
Los nuevos buques eran básicamente versiones más grandes de los anteriores de clase Ratanakosindra. Los barcos fueron puestos en grada en las instalaciones de Kawasaki  en 1936, y el primero, Sri Ayuthia, fue botado el 21 de julio de 1937. Los "acorazados" resultantes (pues se refería a ellos en estos términos en el Siam de la época), desplazaban 2,265 toneladas, presentaban blindaje reforzado (protegiendo maquinaria y torretas), y eran propulsados por motores diesel gemelos producidos por MAN SE en Alemania.

### Armamento
El armamento consistía en cuatro piezas de 8 pulgadas (203 mm)/calibre 50 montadas por parejas en dos torretas. Los cañones japoneses rallados de 8 pulgadas eran del mismo tipo que los montados en los cruceros pesados y los portaaviones Akagi y Kaga de la Armada Imperial Japonesa. El armamento principal tenía un alcance máximo de 24,000 metros (26,000 yardas) con una elevación de 25 grados. Una torre sobre el puente albergaba a un director de tiro para apuntar los cañones principales. El armamento adicional constaba de cuatro cañones de 3 pulgadas y otros cuatro de 40 mm.

### Opinión pública
Los nuevos buques fueron recibidos con entusiasmo por la armada siamesa. El gobierno consideró el comprar más buques de la misma clase, pero finalmente  se decidió por adquirir dos cruceros de construcción italiana en 1938. Ambos barcos fueron incautados por Italia en 1941 antes de que la construcción hubiera terminado, dejando al Thonburi y su gemelo como las unidades de combate más potentes al servicio de Siam.

## Barcos de esta clase
| Nombre del barco | Comisionado         | Dado de baja             | Borrado de las listas | Destino final |
| ---------------- | ------------------- | ------------------------ | --------------------- | --- |
| Thonburi         | 31 de enero de 1938 | 26 de septiembre de 1941 | 19 de junio de 1959   | Gravemente dañado en la Batalla de Koh Chang, el 17 de enero de 1941. Modernizado y utilizado como buque de entrenamiento barco hasta que se lo borró de las listas. |
| Sri Ayudhya      | 19 de julio de 1938 | n/a                      | 8 de octubre de 1959  | Hundido durante la Rebelión de Manhattan, 1 de julio de 1951. |